# Postbahnhof
Ein Postbahnhof ist eine Eisenbahnanlage zum Be- und Entladen von Bahnpostwaggons und/oder Güterwaggons mit Postsendungen. Ein Bahnpostamt ist hingegen eine Dienststelle, die sich mit der Zuordnung der ankommenden bzw. ausgehenden Sendungen zu den Fahrzeugen für die zutreffende Zielrichtung befasst.

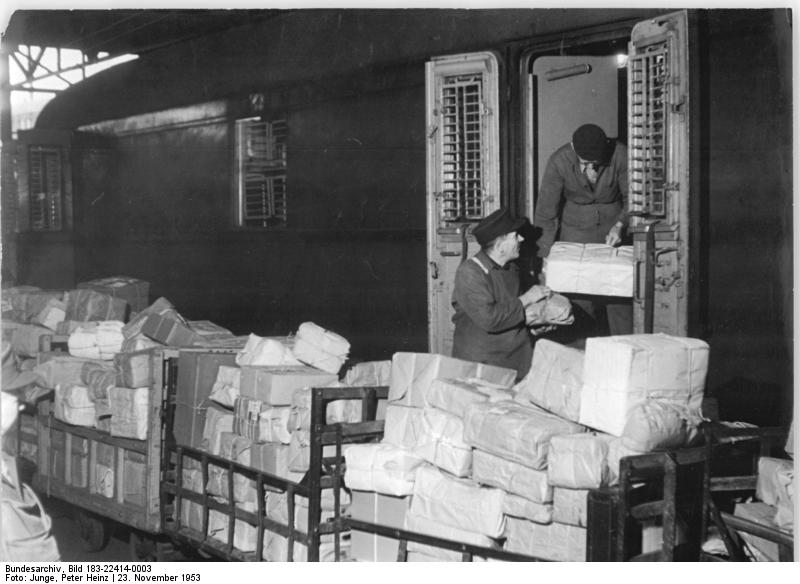
Beladung von Bahnpostwagen auf dem Postbahnhof am Ostbahnhof in Berlin, 1953

Ehemaliger Postbahnhof Leipzig 1914, Gleisplan

Als Postbahnhof (auch Bahnpostamt) werden Bahnhöfe bezeichnet, die nur dem Versand und Empfang von Postsendungen auf dem Schienenweg dienen.
In Deutschland wurden bis 1996 die Postsendungen zu entfernten Orten gesammelt mit der Eisenbahn zu der jeweils nächstgelegenen Stadt oder Region befördert und von dort zu den individuellen Zieladressen verteilt. Zwischen größeren Städten mit entsprechend größerem Versand-Umfang wurden dazu Bahnpostwagen eingesetzt, die an reguläre Schnellzüge oder Durchgangszüge mit geeignetem Zuglauf angekoppelt wurden. Die Be- und Entladung der Bahnpostwagen geschah dabei oft in eigenständigen Postbahnhöfen, die meist mit mehreren Gleisen und Verladebahnsteigen sowie entsprechenden internen Transportmitteln ausgestattet waren.

## Verbreitung und Platzierung
In manchen Städten mit mehreren großen Bahnhöfen gab es auch mehrere Postbahnhöfe, so gab es in Berlin ursprünglich fünf „Bahnpostämter“ (BPA), von denen 1935 noch drei in Betrieb waren. Die ersten deutschen Bahnpostämter entstanden bereits 1849 in Berlin, Breslau, Eisenach, Magdeburg und Köln. Seit 1852 sind sogar mehrere BPA in einzelnen Städten belegt, so in Hamburg, Berlin, Breslau, Köln und Leipzig.
In den Zeiten hoher Postbeförderung auf der Schiene, zu der die Sendungen auf diesen Bahnhöfen und in den Zügen noch bearbeitet und sortiert wurden, hatten diese Anlagen umfangreichen Verkehr zu bewältigen. Insbesondere an den großen Eisenbahnknotenpunkten entstanden so Postbahnhöfe, die teilweise die gleiche Anzahl Gleise wie die benachbarten Personenbahnhöfe (Postbahnhof Leipzig, Bahnpostamt Hamburg Hühnerposten) oder eine geringfügig kleinere Größe hatten (Frankfurt/Main). Die Nachbarschaft zu Personenbahnhöfen ergab sich auch aus dem Bestreben, eine zügige Anbindung an die Fernverbindungs-Zugläufe zu erreichen. Die Deutsche Post der DDR betrieb BPA in Berlin, Dresden, Erfurt, Halle, Leipzig, Ludwigslust und Magdeburg.

## Nachfolgenutzung
Nach dem Ende der Postbeförderung mit der Eisenbahn 1997 wurden die Postbahnhöfe in Deutschland nicht mehr benötigt, da die Postbeförderung auf den Straßen- und Luftverkehr verlagert wurde. Einige der Anlagen mit ihren großen Hallen werden heute anderweitig genutzt:
- In Berlin stehen die Anlagen des Postbahnhof am Ostbahnhof und des Postbahnhofs am Gleisdreieck unter Denkmalschutz und werden jetzt als Veranstaltungsorte verwendet.
- Der Postbahnhof Leipzig steht ebenfalls unter Denkmalschutz, wird derzeit aber nicht genutzt.
- Der Postbahnhof Köln wurde teilweise abgerissen. Es besteht kommerzielle Nachnutzung einiger Gebäude.
- Der Postbahnhof in Freiburg im Breisgau wurde bis zum Abriss zur Unterstellung und Unterhaltung von Fahrzeugen des EK-Verlags genutzt.
- Auf dem Gelände des vormaligen Postbahnhofs Hamburg-Altona befindet sich heute ein Brief- und Paketverteilzentrum, das per LKW bedient wird.
- Der frühere Postbahnhof in Frankfurt am Main wird seit 2006 als Werkstatt für die Triebwagen der S-Bahn Rhein-Main genutzt.
- Im vormaligen Postbahnhof Hühnerposten in Hamburg ist seit 2004 die Zentralbibliothek der Hamburger öffentlichen Bücherhallen untergebracht.
- Das Frachtpostzentrum in München wurde 1965–69 errichtet. Ende der 1990er Jahre wurden die Gleise abgebaut und dort ein Briefverteilzentrum errichtet.
- Das Ringgleis in Braunschweig wurde für die Bahnpost genutzt – eine Nachfolgenutzung steht aus.[3]

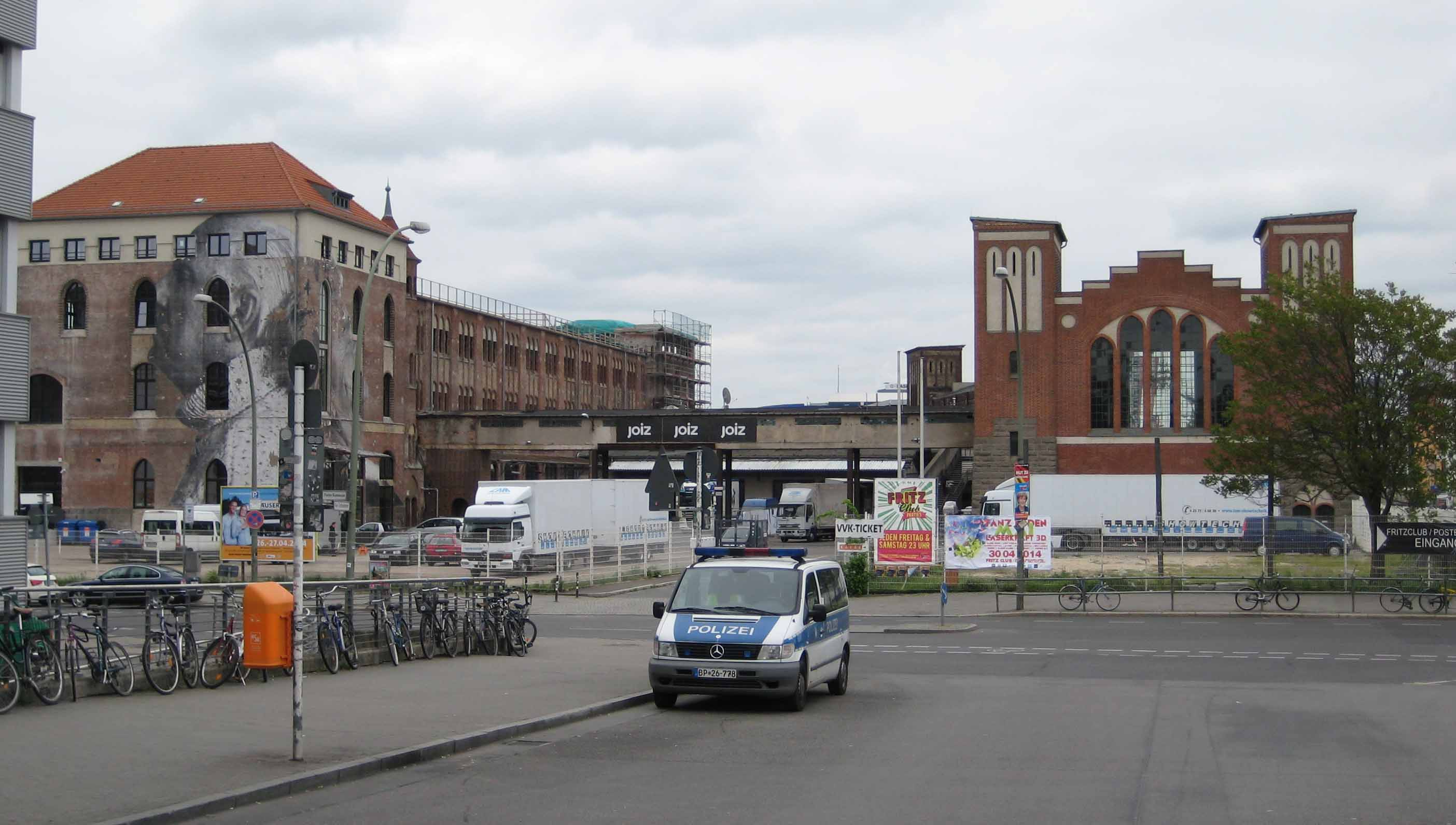
Ehemaliger Postbahnhof am Ostbahnhof Berlin
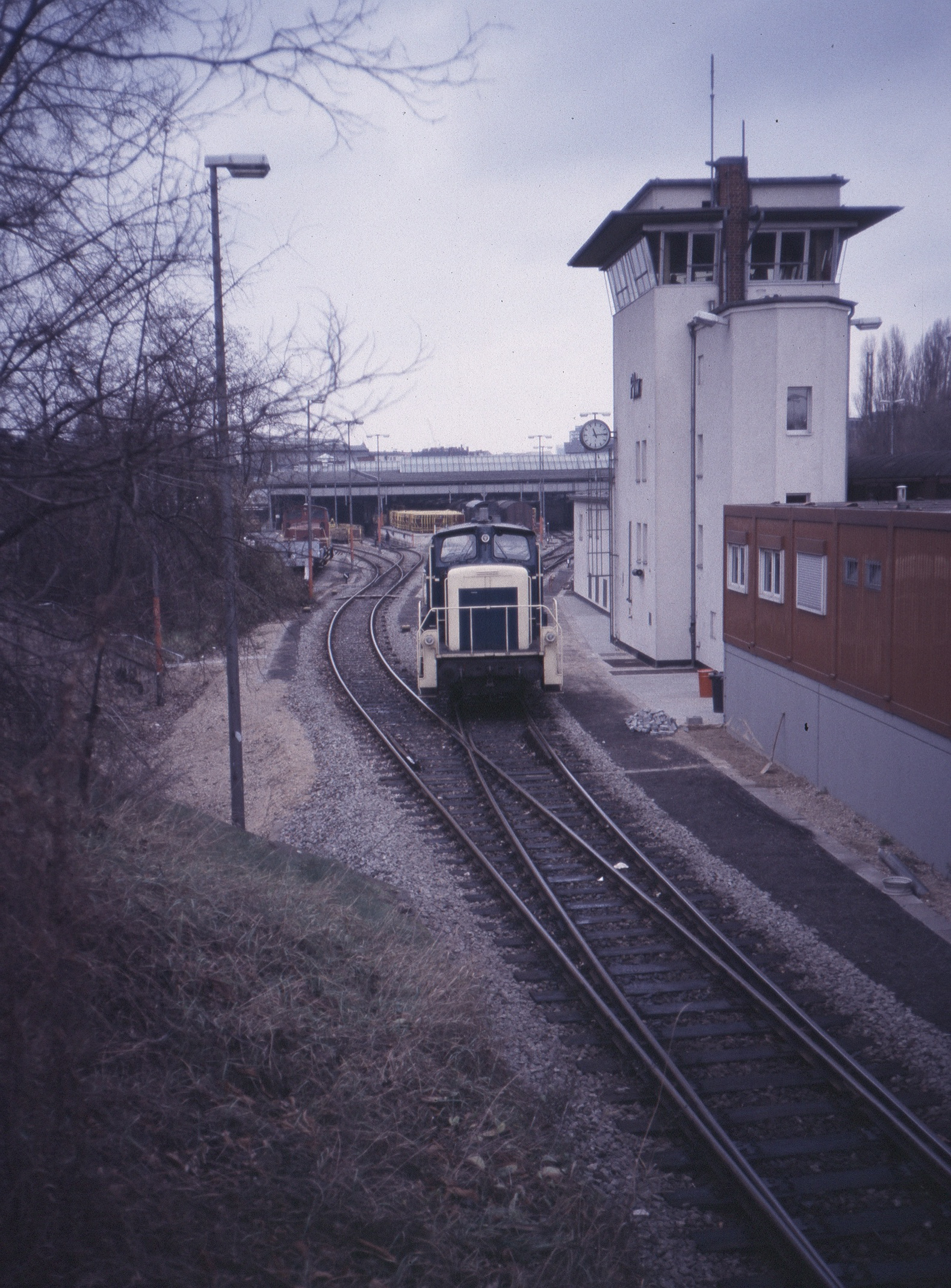
Postbahnhof Berlin Luckenwalder Straße am Gleisdreieck, 1986
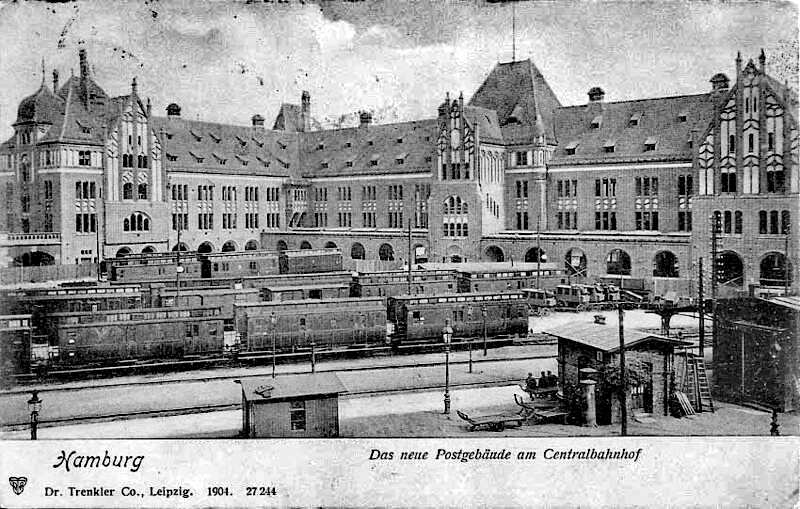
Bahnpostamt Hamburg-Hühnerposten 1904
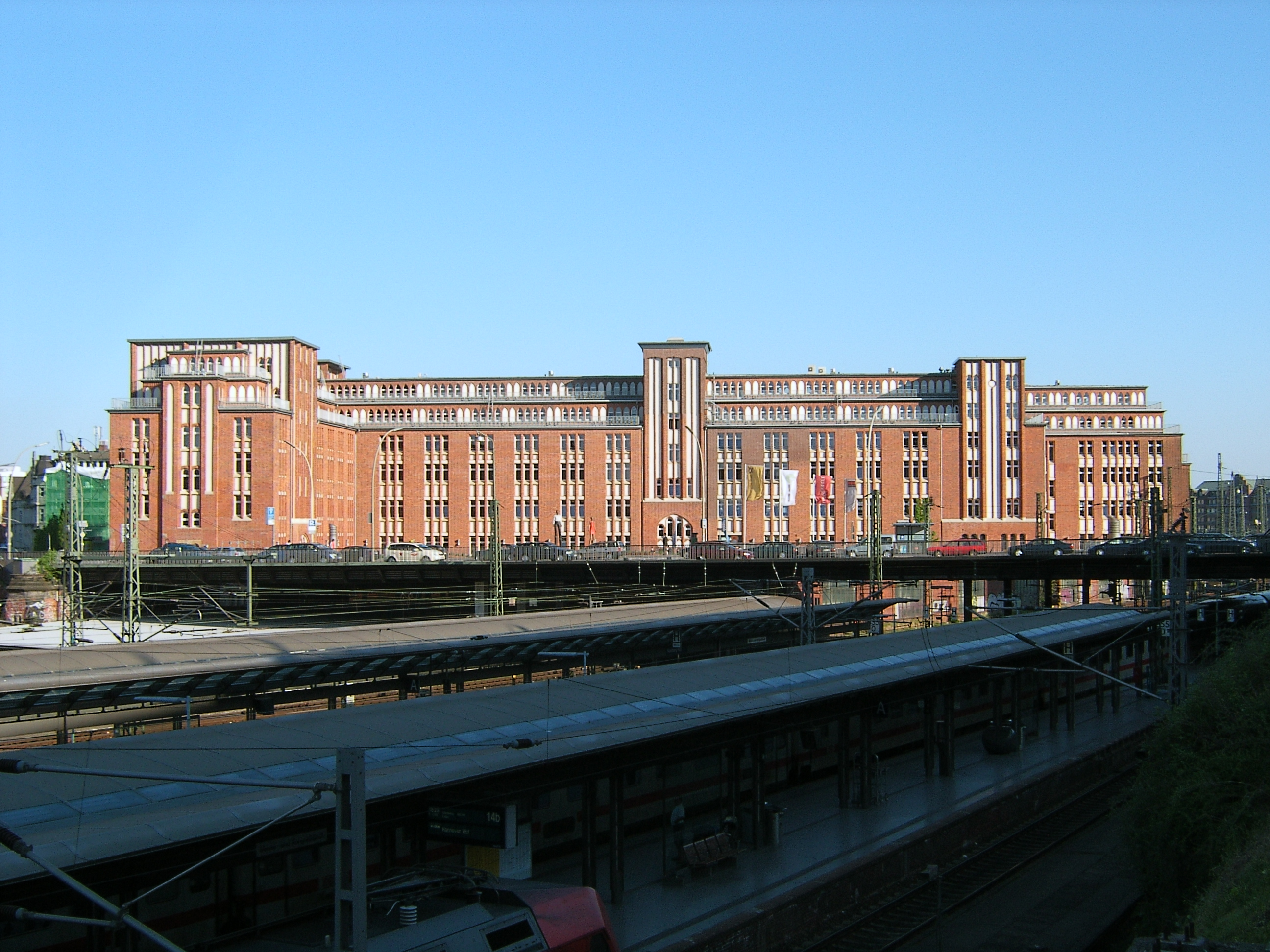
Gebäude Hühnerposten nach Aufstockung 1924
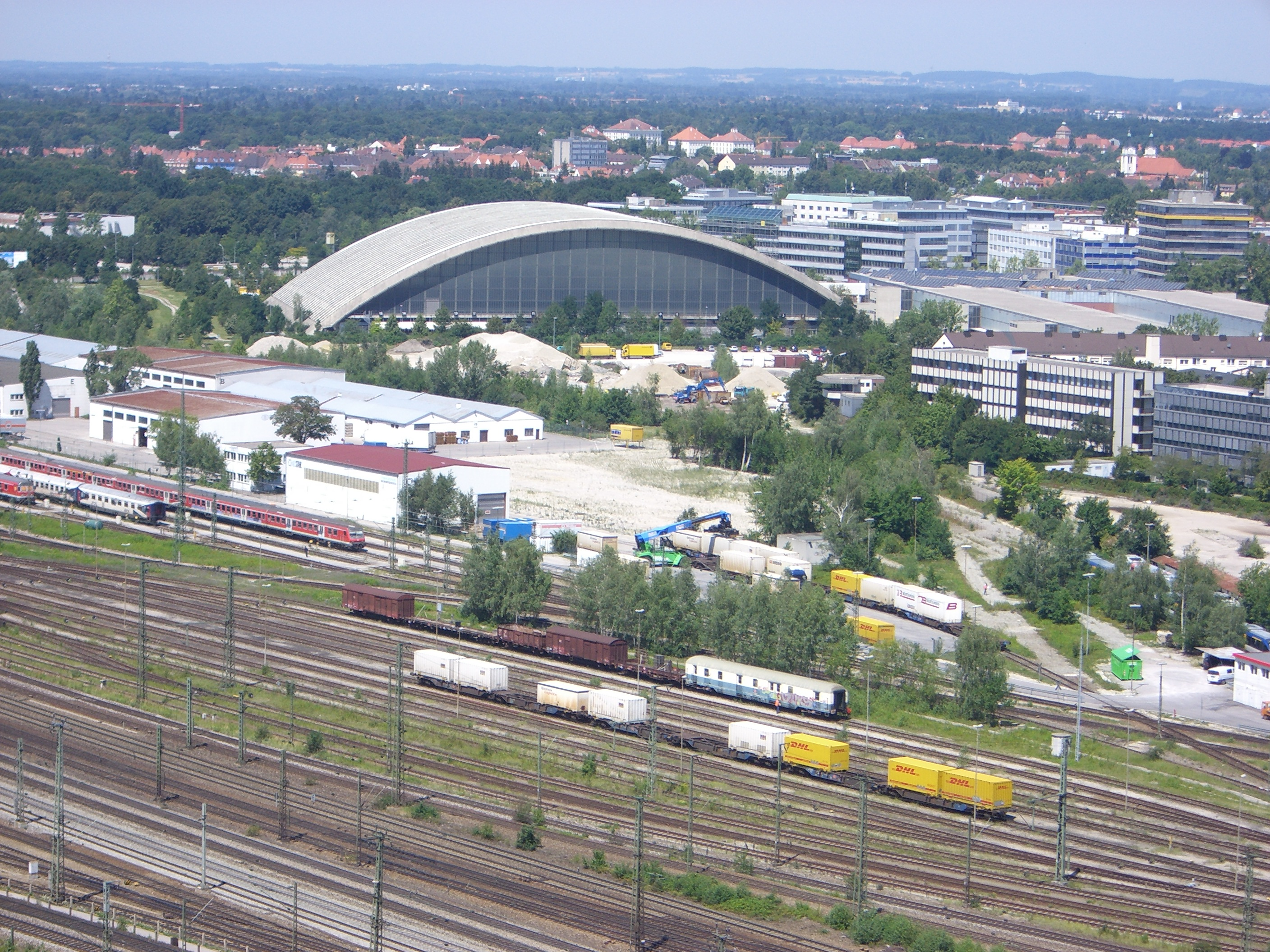
Ehemalige Gleishalle des Zentralen Paketpostamts München
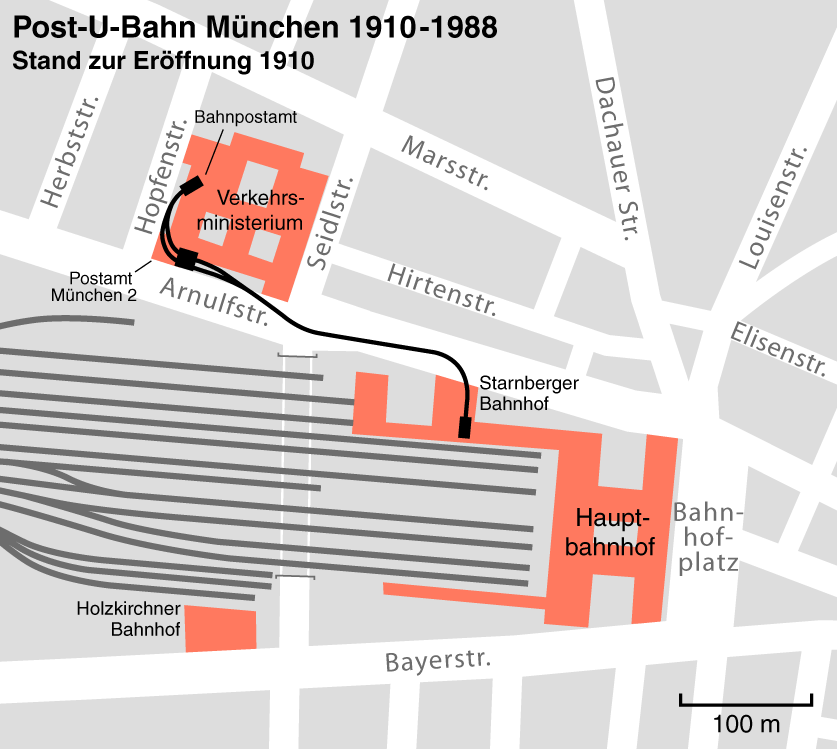
Lage des ehemaligen Bahnpostamts München 1910–1988
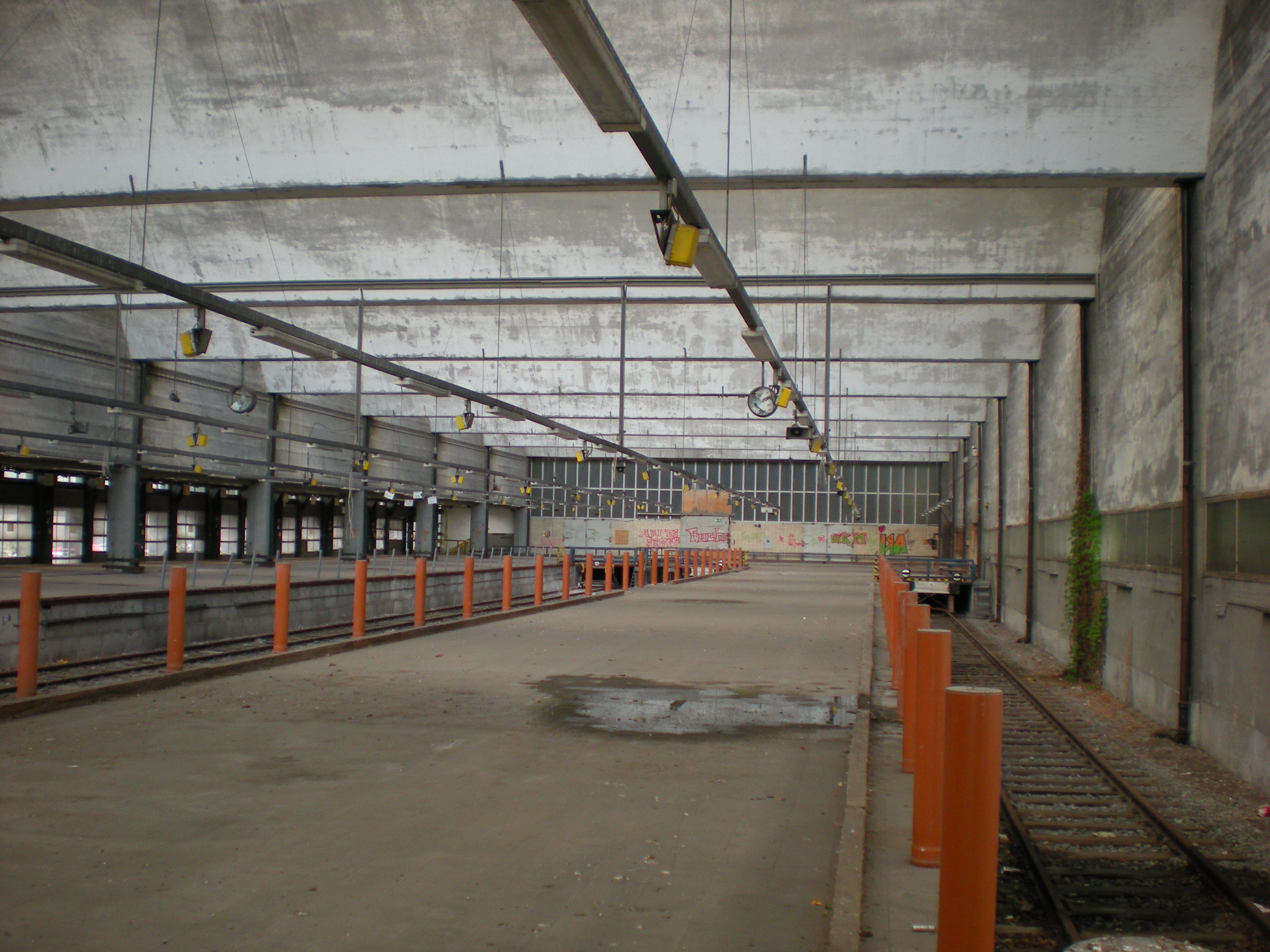
Ulm Hauptbahnhof – Postbahnhof, aufgegebene Halle
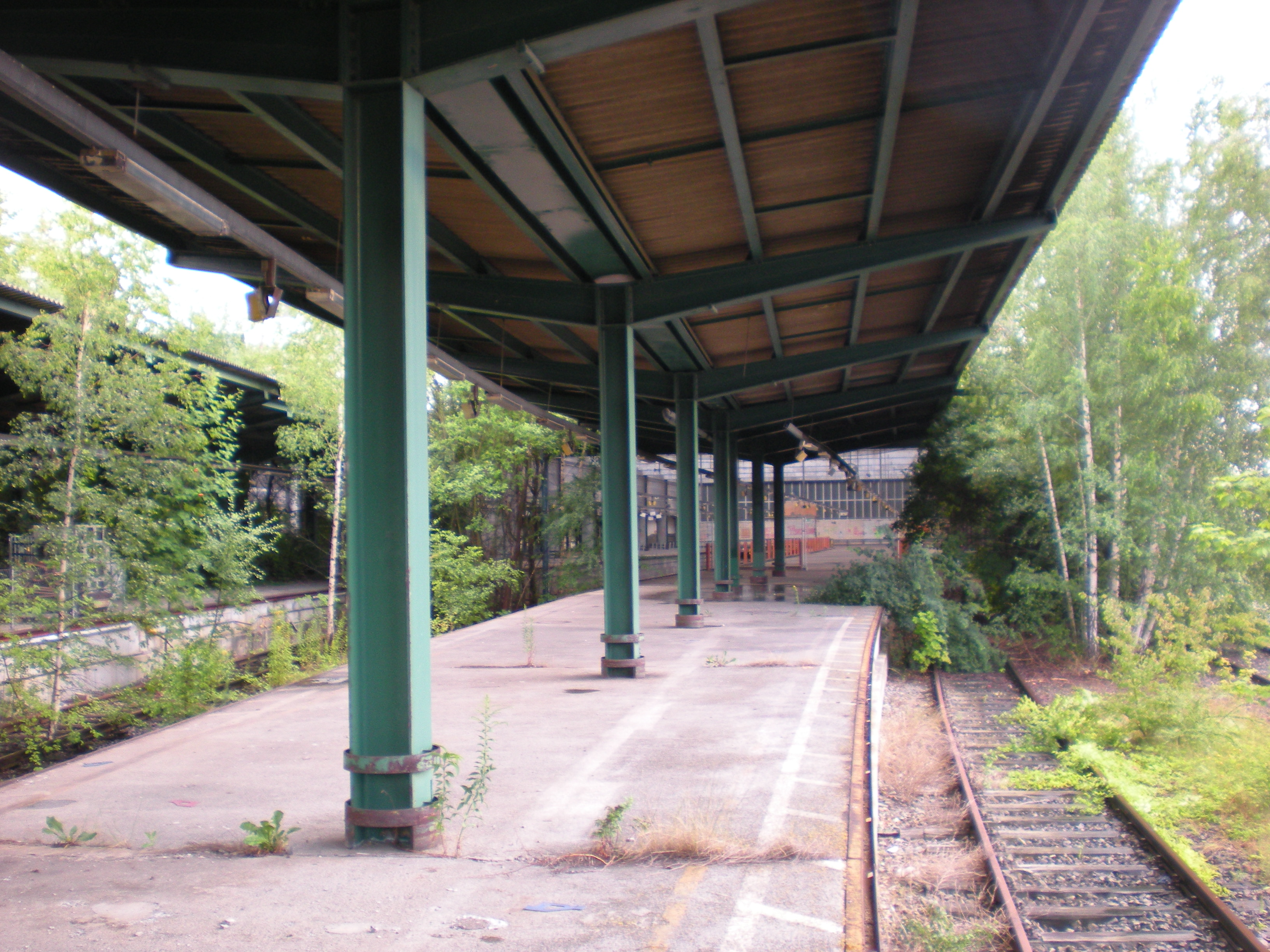
Jetziger Bahnsteig in Ulm Hbf (2012)